# Замарстыновская улица
Замарсты́новская у́лица  — одна из магистральных улиц Львова (Украина), находится в Шевченковском районе.
Начинается в начале улицы Богдана Хмельницкого вблизи центральной части города, направляется на северо-запад в сторону посёлка Брюховичи, заканчиваясь за чертой города. Между Замарстыновской улицей, проспектом Чорновила, Торфяной улицей и улицей Райниса в советское время был обустроен парк 700-летия Львова. Застройка улицы — классицизм, сецессия, польский конструктивизм 1930-х годов и советский 1960—1970-х годов.

## Название
- Во второй половине XVII века улица Каменные Мосты (каменный мост через искусственный рукав Полтвы стоял на углу современных Замарстыновской и Лемковской улиц).
- С 1871 года Замарстыновская по названию этой местности (в XV веке было поместье Зоммерштайнгоф немца Ивана Зоммерштайна). Часть улицы от ул. Хмельницкого до ул. Дашкевича до 1931 года имела название Львовская.
- Конец 1945 года — 1946 год — Киевская улица.
- 1946—1990 годы — улица Калинина, в честь советского государственного деятеля Михаила Калинина.

## Примечательные здания

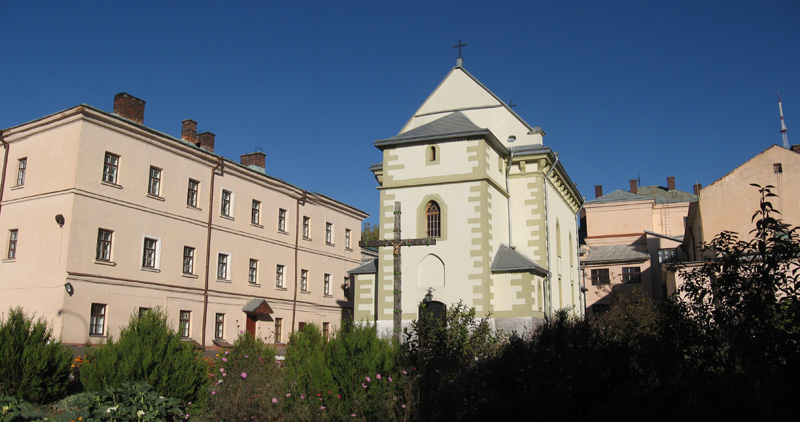
Бывший монастырь и костёл миссионеров во Львове; ныне — одно из зданий Львовского государственного университета внутренних дел

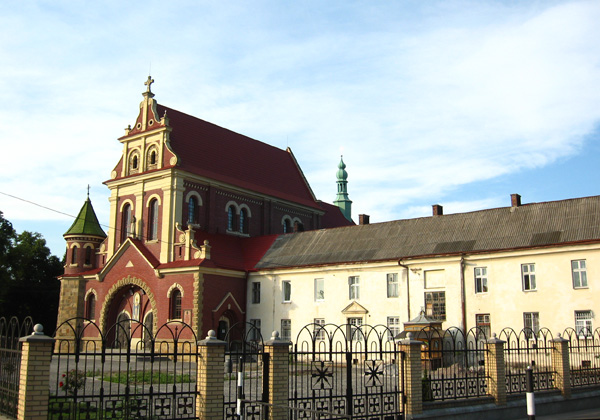
Бывший римско-католический храм и монастырь Святого Франциска Ассизского; ныне — церковь Святого Иосафата Кунцевича

- № 7—9. Во время Данила Галицкого на этом месте стояла армянская церковь Святого Креста. В 1671 году армяне передали монахам-театинцам помещения при ней, оставив себе церковь и кладбище, а через семьдесят пять лет театинцы продали эту недвижимость монахам-миссионерам. В 1780 годы австрийские власти секуляризировали монастырь, в его помещениях были устроены сначала госпиталь, после — политическая тюрьма, затем казармы, позже вновь — тюрьма, но уже военная. Здесь же находился гарнизонный суд. Ныне здание бывшей Замарстыновской тюрьмы занимает юридический факультет Львовского государственного университета внутренних дел.
- № 10. В 1930-е годы здесь находилась библиотека «Жизнь», которую, в частности, посещали коммунистические писатели и журналисты Я. Галан, К. Пелехатый, Ю. Великанович, А. Гаврилюк.
- № 11: до Великой Отечественной войны — польские мужская и женская гимназии имени Собеского, в 1950-х годах — школа № 19 с русским языком преподавания, позже — украинская средняя школа № 87.
- № 20: отдел социальной защиты населения.
- № 30: с советского времени — почтовое отделение.
- № 36: с советского времени — отделение Сбербанка.
- № 49: с советского времени — Государственная станция защиты растений.
- № 53: редакция «Львовской газеты».
- № 83: в 1950-е годы — 8-е районное отделение милиции и мебельная артель, с 1960-х поликлиническое отделение Львовского кожно-венерологического диспансера.
- № 84: с советского времени — участковый пункт милиции.
- № 85: Львовский государственный проектно-изыскательский институт железнодорожного транспорта Украины «Львовтранспроект».
- № 112: в польские времена — польские мужская и женская гимназии имени Словацкого, в 1980-е — Дворец пионеров Шевченковского района.
- № 127: в 1950-е годы — вторая городская пожарная команда, позже — Львовская фабрика швейных спортивных изделий.
- № 128: в советское время — трамвайно-диспетчерский пункт.
- № 130: в 1949 году здесь был открыт кинотеатр имени Шевченко, закрытый в годы независимости Украины.
- № 132: в 1950-е годы — украинская средняя школа № 78 и неполная русская средняя школа № 48.
- № 134. В польское время — римско-католический храм и монастырь Святого Франциска Ассизского, построенные в 1930-х. В советское время — фильмохранилище, в кельях — жилье. С 1990-х годов прошлого столетия здесь находится храм Святого Иосафата УГКЦ. За храмом находится небольшой парк, на месте которого до начала 1960-х был бассейн.
- № 167: с 1990-х годов — экологический колледж.
- № 168: с 1950-х годов — Сельскохозяйственный техникум плодоовощеводства.
- № 170: с советского времени — Львовский инструментальный завод.
- № 219: с советского времени — музыкальная школа № 3, до 1980-х здесь был также дом культуры Шевченковского района.
- № 225: в польское время — монастырь Святого Альфонса ордена редемптористов, построенный в 1930-х годах; в советское время монастырь был разрушен (кроме ограды), но вновь отстроен в конце 1990 — в начале 2000 годов.
- № 233: православная часовня Покровы Пресвятой Богородицы при больнице управления МВД.